# アルベルト・アインシュタイン・メダル
アルベルト・アインシュタイン・メダル（独: Albert-Einstein-Medaille）はスイスのベルンにあるアルベルト・アインシュタイン協会によって授与される賞。アインシュタインに関連する、卓越した科学研究や業績に対して贈られる。
この賞を授与しているアインシュタイン協会は、アインシュタインがかつてベルンにおいて住んでいた家を利用したアインシュタイン博物館の運営もしている。

## 受賞者
- 2025年: Robert Wald
- 2024年: George Efstathiou
- 2023年: Luc Blanchet
- 2020年: イベントホライズンテレスコープ
- 2019年: en:Clifford Martin Will
- 2018年: フアン・マルダセナ
- 2017年: LIGOチーム、Virgoチーム
- 2016年: en:Alexei Yuryevich Smirnov
- 2015:年 en:Stanley Deser、en:Charles Misner
- 2014年: トマス・キブル
- 2013年: ロイ・カー
- 2012年: アラン・アスペ
- 2011年: アダム・リース、ソール・パールマッター
- 2010年: Hermann Nicolai
- 2009年: キップ・ソーン
- 2008年: ベノ・エックマン
- 2007年: ラインハルト・ゲンツェル
- 2006年: ガブリエーレ・ヴェネツィアーノ
- 2005年: マレー・ゲルマン
- 2004年: ミシェル・マイヨール
- 2003年: ジョージ・スムート
- 2001年: ヨハネス・ガイス、 Hubert Reeves
- 2000年: グスタフ・タンマン
- 1999年: フリードリッヒ・ヒルツェブルフ
- 1998年: クロード・ニコリエ
- 1996年: チボー・ダムール
- 1995年: 楊振寧
- 1994年: アーウィン・シャピロ
- 1993年: マックス・フリュッキガー、アドルフ・マイヒレ
- 1992年: ペーター・ベルクマン
- 1991年: ジョゼフ・テイラー
- 1990年: ロジャー・ペンローズ
- 1989年: マルクス・フィアツ
- 1988年: ジョン・ホイーラー
- 1987年: ジャンヌ・ハーシュ
- 1986年: ルドルフ・メスバウアー
- 1985年: エドワード・ウィッテン
- 1984年: ビクター・ウェイスコプフ
- 1983年: ヘルマン・ボンディ
- 1982年: フリードリヒ・トラウゴット・ヴァーレン
- 1979年: スティーヴン・ホーキング